# Bilbao BBK Live Festival
Le Bilbao BBK Live Festival est un festival de musique, à tendance rock, qui se déroule à Bilbao, en Espagne, au mois de juillet depuis 2006. Il est sponsorisé par la Bilbao Bizkaia Kutxa, une banque du Pays basque et dure trois jours.

## Histoire
Après une tentative infructueuse d'établir un circuit de rue dans la ville pour la Formule Renault 3.5 en juillet 2005, le gouvernement de la ville décide de remplir le calendrier des événements d'été avec un festival de musique en plein air. En début 2006, il contacte le promoteur musical local Last Tour International, responsable de l'organisation du festival de rock Azkena, célébré dans la ville voisine de Vitoria-Gasteiz depuis 2002. Le nouveau festival reçoit le nom de Bilbao Live Festival et disposait d'un budget de 4,2 millions d'euros,. La nouvelle zone du mont Cobetas est choisie comme site, qui comprenait deux scènes principales pour les groupes de rock, deux tentes de musique électronique, une tente de musique pop et plusieurs bars et boutiques. Plus de 40 groupes nationaux et internationaux participent à la première édition, qui se déroule sur trois jours entre le 13 et le 15 juillet 2006. Parmi les têtes d'affiche figuraient le groupe américain de hard rock Guns N' Roses, les groupes britanniques Placebo et Pretenders, ainsi que les Argentins Andrés Calamaro et Ariel Roth, anciens membres du groupe de rock Los Rodríguez,.
Plus de 51 000 spectateurs assistent à cette première édition, considérée comme un « succès ». Le représentant de la LTI, Alfonso Santiago, fait l'éloge de l'organisation et des groupes musicaux, et définit le festival comme un « bon point de départ ». Le festival est bien accueilli par les critiques, les autorités et le grand public, et une deuxième édition pour l'année suivante est confirmée le 28 juillet 2006, avec la possibilité d'en faire un « événement musical permanent » de l'offre culturelle de la ville,. 
La quatrième édition, qui se tient du 9 au 11 juillet 2009, souffre beaucoup de la crise financière qui frappe l'Espagne à cette époque. En conséquence, l'affiche est considérée comme « moins commerciale », selon la définition de l'organisation. Les têtes d'affiche comprenaient notamment Depeche Mode, Jane's Addiction, Kaiser Chiefs, Editors et Placebo, qui participe pour la deuxième fois au festival. Le festival a accueilli plus de 52 600 visiteurs, une « baisse prévue », et bien que considéré comme un « pas en arrière », la continuité du festival est confirmée. Cette édition voit une augmentation du nombre de visiteurs étrangers, une hausse de 5 points par rapport à l'édition précédente, pour un total de 14,6 %. Les visiteurs étrangers venaient principalement de France et du Royaume-Uni. Ceci est principalement dû à une offre spéciale destinée à toute personne ayant une adresse postale en dehors de l'Espagne, avec un billet de trois jours pour 40 livres sterling, soit un tiers du prix normal.

## Programmations

### 2006–2009
- 2006 : Guns N' Roses, Placebo, Ben Harper, Deftones, The Pretenders, The Cardigans, The Cult, Front 242, Armin van Buuren, Andrés Calamaro, Ladytron, Los Planetas, Ojos de Brujo, Junkie XL, Silicone Soul, Todd Terry, Ariel Rot, FC Kahuna...

- 2007 : Metallica, Iron Maiden, Red Hot Chili Peppers, Within Temptation, My Chemical Romance, Incubus, New York Dolls, Maceo Parker, Fishbone, Juliette and the Licks, Billy Talent, Kula Shaker, Mastodon, Stone Sour, Dagoba, The (International) Noise Conspiracy, Lauren Harris, Bloodsimple, Nebula, Fermin Muguruza, Berri Txarrak, Vhäldemar...

- 2008 : R.E.M., The Police, ZZ Top, The Prodigy, Madness, Lenny Kravitz, The Dandy Warhols, Morcheeba, The Fratellis, The Blues Brothers, The Charlatans, The Pigeon Detectives, The Raveonettes, The Gift...

- 2009 : Depeche Mode, Placebo, Kaiser Chiefs, Asian Dub Foundation, Editors, Primal Scream, Echo and the Bunnymen, Supergrass, Chris Cornell, Basement Jaxx, The Ting Tings, Babyshambles, Jane's Addiction, Fischerspooner, Dave Matthews Band, The Gaslight Anthem...

### 2010–2014

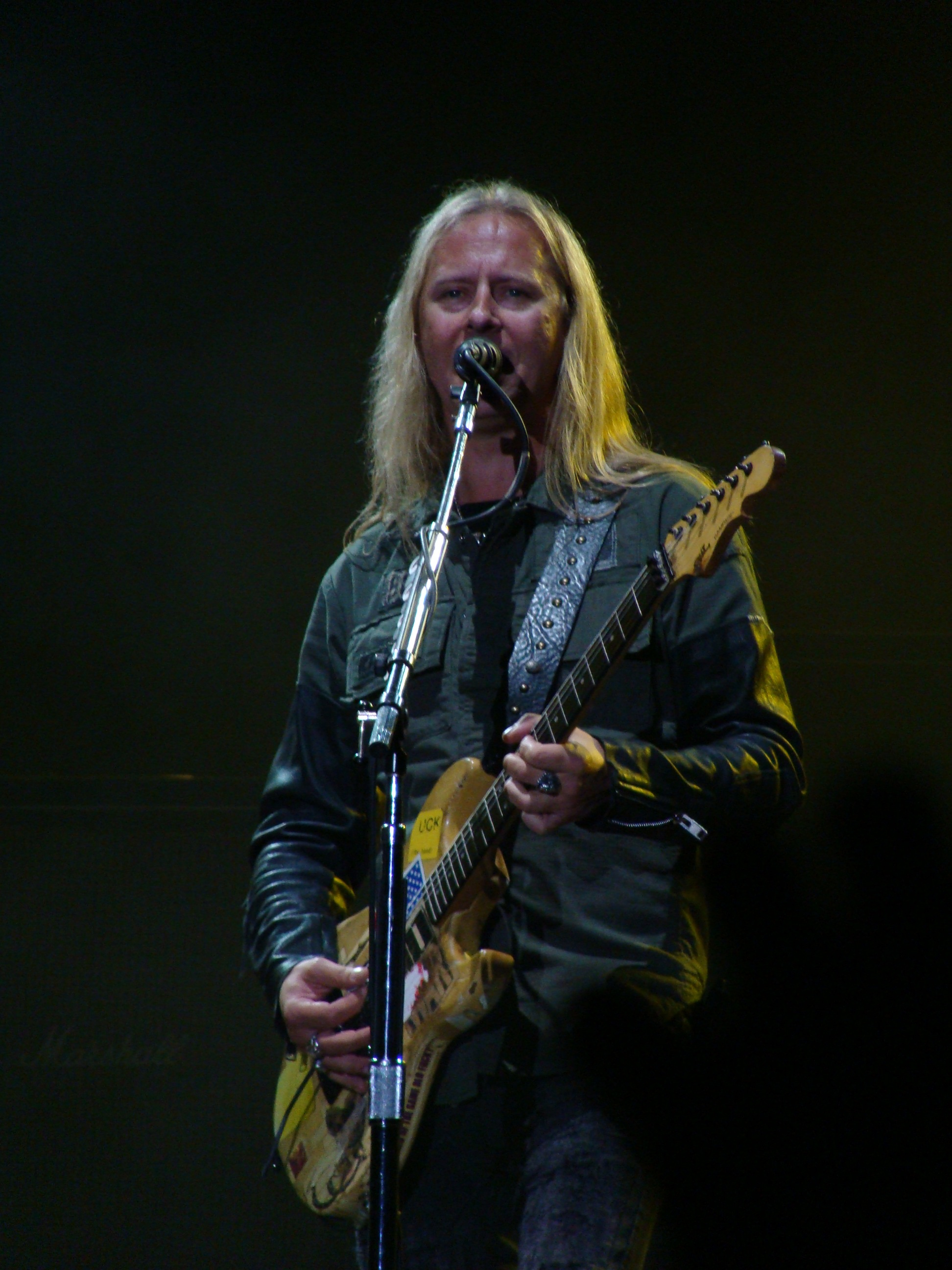
Alice in Chains, Bilbao BBK Live, 2010.

- 2010 : Rammstein, Pearl Jam, Faith No More, Slayer, Alice in Chains, Skunk Anansie, Manic Street Preachers, Dropkick Murphys, Rise Against, Paul Weller, Bullet for My Valentine, Gogol Bordello, Jet, Coheed and Cambria, Feeder, Volbeat...

- 2011 : Coldplay, Suede, The Black Crowes, Blondie, Kasabian, Thirty Seconds to Mars, Kaiser Chiefs, The Chemical Brothers, Jack Johnson, The Mars Volta, Beady Eye, Crystal Castles, TV on the Radio, !!!, Noisettes, Russian Red, Seasick Steve, Ken Zazpi...

- 2012 : Radiohead, The Cure, Keane, Snow Patrol, Garbage, Bloc Party, Sum 41, The Kooks, Glasvegas, Enter Shikari, Mumford and Sons, The Maccabees...

- 2013 : Green Day, Depeche Mode, Kings of Leon, Editors, Biffy Clyro, The Hives, Klaxons, Vampire Weekend, Fatboy Slim, Two Door Cinema Club, Mark Lanegan, Birdy Nam Nam, Benjamin Biolay...

- 2014 : The Prodigy, Franz Ferdinand, The Black Keys, Phoenix, MGMT, Jack Johnson, Crystal Fighters, Band of Horses, Foster the People, Bastille, Vetusta Morla, The Lumineers...

### 2015–2019
- 2015 (9–11 juillet)[11] :
  - Jeudi : Mumford and Sons (têtes d'affiche) ; Disclosure, Counting Crows, Future Islands, BRMC, Capital Cities, Of Montreal, Bleachers, Triggerfinger, Dover, Totally Enormous Extinct Dinosaurs, Monarchy, Marmozets, Buffetlibre, Novedades Carminha, Olde Gods, Musculo, Larregi (Banden Lehia), Javi Green, Boreals, Exxasens, Nueva Vulcano.
  - Vendredi : The Jesus and Mary Chain (têtes d'affiche) ;  Alt-J, Ben Harper and the Innocent Criminals, Azealia Banks, James Bay, Chromeo (DJ set), Catfish and the Bottlemen, We Were Promised Jetpacks, Shaka Ponk, Arizona Baby, Zea Mays, Begun Live, Fort Moreau, DJ Fra, The London Souls, Jupiter Lion, Der Panther, Siesta!, Nazca, Huas, Grises, Champs.
  - Samedi : Muse  (têtes d'affiche) ;  Of Monsters and Men, SBTRKT, Kodaline, The Cat Empire, Vintage Trouble, The Ting Tings, DeLorean, Sheppard, Zoot Woman, Julio Bashmore, Bear's Den, Lapalux, Marc Piñol, Trajano!, The Parrots, Elyella DJs, Sau Poler, Señores, Münik, Cavaliers of Fun, John Grvy, Neuman, I am Dive.

- 2016 (7–9 juillet 2016)[12] : 
  - Jeudi : Arcade Fire, New Order (têtes d'affiche) ; M83, Chvrches, Hot Chip, Years and Years, Blood Red Shoes, Hola a todo el mundo, Hidrogenesse, French Films, Hinds, Little Scream, DMA's Gallant, K-X-P, Rural Zombies, Begiz Begi, Them Flying Monkeys, Ochoymedio DJs, Dark DJ, Four Tet, Floating Points, Joe Goddard Hot Chip, Horse Meat Disco, Abu Sou.
  - Vendredi : Pixies, Underworld (têtes d'affiche) ;  Love of Lesbian, Ocean Colour Scene, Grimes, José González, Junior Boys, Slaves, C. Tangana, Sophie, Was, Belako, Nudozurdo, Blossoms, Hana, John Berkhout, Inheaven, Green Class, David Kano (DJ set), Daniless, Erol Alkan, Tim Sweeney, Fort Romeau, Jeremy Greenspan & Borys, Edu Imbernon, Undo.
  - Samedi : Foals, Tame Impala, Editors (têtes d'affiche) ;  Father John Misty, Soulwax, Wolf Alice, Jagwar Ma, Courtney Barnett, 2manydjs (DJ set), Triangulo de Amor Bizarro, León Benavente, Mc Enroe, Juventud Juché, Bad Breeding, Soleá Morente, Soledad Vélez, Yellow Big Machine, Correos, Dekot, Bilbadino, Âme, Red Axes, Agents of Time live, Pional, CPI, JMII, Javi Green.

- 2017 (6–8 juillet 2017)[13] :
  - Jeudi : Depeche Mode, Justice, The 1975  (têtes d'affiche) ; Austra, Cage the Elephant, Spoon, Xoel, López, Cabbage, Circa Waves, Gus Gus, Idles, Niña Coyote Eta Chico Tornado, Vulk, Zazkel, David Van Bylen DJ, Dixon, The Black Madonna, Mike Servito, Honey Soundsystem, (Jackie House and Jason Kendig), Baldo.
  - Vendredi : The Killers, Phoenix, Fleet Foxes, Royal Blood (têtes d'affiche) ; Explosions in the Sky, Animic, Carla Morrison, Coque Malla, Jessy Lanza, Joe Goddard live, The Orwells, Los Punsetes, Sundara Karma, The Amazons, Daniless B2B Dark DJ, Daphni, DJ Tennis, Marvin and Guy, Nicola Cruz, Bawrut.
  - Samedi : Die Antwoord, Two Door Cinema Club, Brian Wilson presents Pet Sounds (têtes d'affiche) ;  Aterciopelados, Los Bengala, Biznaga, Dellafuente y Maka, Kokoshca, The Lemon Twigs, Naranja, Jotapop DJ, Marc Dorian (DJ set), Motor City Drum Ensemble, Andrew Weatherall, Job Jobse, Lena Willikens, Javi Green.

- 2018 (12–14 juillet 2018)[14] : 
  - Jeudi : Florence and the Machine, Alt-J, Childish Gambino  (têtes d'affiche) ; Bomba Estéreo, Cigarettes After Sex, Mount Kimbie, Bad Gyal, Gaz Coombes, Iseo y Dodosound, Paquet Courts, Temples, Ed Is Dead (Live Band), Let's Eat Grandma, Lukiek, María Arnal I Marcel Bagés, Melenas, Morgan, Quentin Gas y Los Zíngaros, Rural Zombies, Edu Anmu, Innmir, Modeselektor (DJ set), Prosumer, Optimo (Espacio), Skatebård, Cora Novoa
  - Vendredi : The XX, The Chemical Brothers, David Byrne, Friendly Fires (têtes d'affiche) ; Fat White Family, Meute, Mexrrissey, Neuman, Porches, Sophie, Anteros, Borrokan, Carolina Durante, Cecilia Payne, Gengahr, Nunatak, Pet Fennec, Dark DJ, Hal9000, Rock Nights, Ben UFO, Hunee, Avalon Emerson, Dekmantel Soundsystem, DJ Fra
  - Samedi : Gorillaz, Noel Gallagher's High Flying Birds (têtes d'affiche) ; Benjamin Clementine, Fischerpooner, Hot Chip Megamix, James, Jungle, Ava Curra, Bejo, Cooper, Nilüfer Yanya, Triángulo de Amor Bizarro, Young Fathers, Aneguria, Greenclass, Joe La Reina, Las Odio, The Zephyr Bones, Yonaka, Daniless, DJ Mato, DJ Göo, John Talabot, Anthony Naples, Young Marco, Samo DJ, Daniel Baughman

- 2019 (11–13 juillet 2019)[15] : 
  - Jeudi : Liam Gallagher, Thom Yorke Tomorrow's Modern Boxes (têtes d'affiche) ;  Modeselektor live, Nils Frahm, Vetusta Morla, John Grant, Khruangbin, Nicola Cruz live, Sleaford Mods, Yaeji, The Voidz, Baiuca, Belatz, Biig Piig, Delaporte, Derby Motoreta's Burrito Kachimba, EraBatera, Ider, Mr. K, Ms Nina, Sua, The Psychotic Monks, Honey Dijon, Midlan, Octo Octa, Courtesy, Ketiov, Casper Tielrooij, Elena Colombi, Fort Romeau, Miravalles, Orpheu the Wizard.
  - Vendredi : The Strokes, Rosalía, Suede (têtes d'affiche) ; The Blaze, Brockhampton, Idles, Omar Souleyman, Princess Nokia, Second, Slaves, Anari, Antifan, Cecilio G, Djake, Georgia, Jonathan Bree, Lester Y Eliza, Mourn, Mueveloreina, Olatz Salvador, Oso Leone, Uniforms, Zaza, Laurent Garnier, Bicep (DJ set), DJ Seinfeld, Moxie, Alvaro Cabana, Djohnston, Julian Falk, Mislav, Muevelokumbia, Olivia.
  - Samedi : Weezer, The Good, the Bad and the Queen  (têtes d'affiche) ; Hot Chip, Vince Staples, 2 Many DJ's (DJ set), Cut Copy, HVOB live, Kero Kero Bonito, Nadia Rose, Nathy Peluso, Shame, Boy Azooga, Cala Vento, Cupido, Las Ligas Menores, Nøgen, Perro, Pony Bravo, Serulla, Viagra Boys, John Talabot, Todd Terje (DJ set), DJ Dustin, Tama Sumo, Alicia Carrera, Fenna Fiction, Ninja, Nuel, Phuong-Dan, Sacha Mambo.

### 2020–2024
- 2020-2021 : éditions annulées en raison de la pandémie de Covid-19[16],[17].

- 2022 (7–9 juillet 2022)[18] : 
  - Jeudi : LCD Soundsystem, Placebo, Moderat (têtes d'affiche) ; Caribou, Nacho Vegas, Phoebe Bridgers, Zahara, Alizzz, Moses Sumney, Mujeres, Snail Mail, Stella Donnelly, Alvva, Brava, Depresión Sonora, Douleurdolor, Ginebras, L-R, Rusowky, Simona, Topanga Kiddo, The Blessed Madonna, Eris Drew, Gazzi, Helena Hauff, Perel, Cosmo Vitelli, Front de Cadeaux, Ivan Smagghe, Max Abysmal, Xamana Jones.
  - Vendredi : The Killers, Stromae (têtes d'affiche) ; BICEP live, Bomba Etéreo, Dorian, Lori Meyers, Supergrass, Chill Mafia, Inhaler, Kelly Owens, Mykki Blanco, Tomm￥€a$h, Axolotes Mexicanos, Confeti De Odio, Laura Sam Y Juan Escribano, Mareo présente Chico Blanco + 8Kitoo + b2bbs, Nøgen, Planningtorock, Shego, Verde Prato, Yawners, Carl Craig, Decius, Isabella, Jasss, Palms Trax, Bufiman, Charlotte Bendiks, Dinamarca, Iro Aka, Yu Su.
  - Samedi : J Balvin, Pet Shop Boys (têtes d'affiche) ; Four Tet, M.I.A., Nathy Peluso, Rigoberta Bandini, Wos, Badbadnotgood, Carolina Durante, Joy Crookes, Nilüfer Yanya, Peaches, Romy, Sen Senra, Slowthai, Bulego, Cariño, CHICA Gang, Erik Urano, Ezpalak, Silitia, VVV (Trippin' You), Venturi, Dave P, DJ Python, Identified Patient, John Talabot, Lena Willikens, DJ Python présente : Clara!, DJ Voices, Katza, Kelman Duran, Sangre Nueva.

- 2023 : Arctic Monkeys, Florence and the Machine, Pavement, Phoenix, The Chemical Brothers (têtes d'affiche) ;  070 Shake, 31 Fam, 8kitoo, Albany, Alex Serra and Totidub, Amaia, Andrea Santiago, Ángel Stanich, Antídoto Presents: Yosef B2b Maxvll, Anz, Arca, Arde Bogotá, Art School Girlfriend, Avalon Emerson, Baiuca, Bandalos Chinos, Ben Ufo, Ben Yart, Bengo, Bilbao, Cala Vento, Call Super, Centavrvs, Ciutat, Clock Poets, Colectivo Da Silva, Coucou Chloe, Dadabe, Dalila, Daniel Avery Live, Delaporte, Derek V. Bulcke, Desire, Dinamarca, Dj Der, Dry Cleaning, Dudi, Duki, Eee Gee, Eneritz Furyak, Fantasilandia Set, Faxu, Fernanda Arrau, Fever Ray, Formica, Friolento, Fuego Presents: Drea B2b Yibril + Hundred Tauro, Gazzi, Ghazal, HAAi, Hidrogenesse, Hofe X 4:40, Idles, Jamie xx, Job Jobse, John Talabot, Judeline, Juicy Bae, Kebra, La Élite, La Paloma, La Plazuela, Laguna Goons, Leftfield, Linnéa, Los Fresones Rebeldes, Love of Lesbian, M83, Malibu, María Escarmiento, Menta, Merina Gris, Miss Grit, Morgan, Nanpa Básico, Neo Pistea, Olivia, Ouri, Perfume Genius, Phoebe, Playback Maracas, Queralt Lahoz, Quitapenas, Róisín Murphy, Rojuu, Röyksopp, Rüdiger, Ry X, Sama Yax, Saramalacara, Senda Fatal, Sherelle, Sukumons, Tenguerengue, The Blaze, The Last Dinner Party, The Murder Capital, Tinariwen, Triple: Dani Less & Djake & Zaza, Txopet, Villano Antillano, Violet, Xamana Jones, Young Fathers, Young Marco.

- 2024[19] :
  - Jeudi : Folamour (A/V), Los Planetas 30 years of Super 8, Massive Attack, Sen Senra, The Prodigy (têtes d'affiches) ; Air presents Moon Safari, Cormac, Cymande, Death from Above 1979, Dharmacide, DJ Tennis, El Buen Hijo, Jimena Amarillo, JPEGMafia, Ketiov, Martin de Marte, Mezerg, Neska, Newdad, Nexo Malito presents: CRRDR + ALTA, Nunatak, orbit, Queralt Lahoz, Shinova, Sofia Kourtesis (DJ set).
  - Vendredi : Ezra Collective, Grace Jones, Overmono, Parcels, Meute, Khruangbin, Underworld (têtes d'affiche) ; Aiko el grupo, Albert Pla Rumbagenarios, Baldman, Daniela Pes, Derby's Motoreta Burrito Kachimba, DJ Gostoso b2b Senda Fatal, DJRUM, EZEZEZ, Jennifer Cardini, Jordan Rakei, Karavana, Lucient, Marcel Dettmann, María José Llergo, Melenas, Miguel Agnes, Ogazón, Oro Jondo, Parkineos, Ralphie Choo, Samantha Hudson, Silitia, Standstill, STR, Toni Bass, Xamana Jones
  - Samedi : Alvvays, Arcade Fire, El Columpio Asesino, Floating Points, Jungle, Slowdive (têtes d'affiche) ; Airu, BITXEANDO : Inés Hernand + Daniless + David Van Bylen, Bored Lond, Boye, Budino, Chalk, Good Neighbours, Jasss, Joh Talabot, Kiasmos, Los Bitchos, Mujeres, Mulatu Astatke, Nerve Agent, Nicola Cruz, Niki Lauda, Noname, Oki Moki, Zea Mays, Zoe Gotusso